# Erdős-tal
Erdös-tallet, som ærer den afdøde ungarske matematiker Paul Erdös, der samarbejdede med flere mennesker end nogen anden matematiker i historien, udtrykker "samarbejdsafstanden" i relation til matematiske afhandlinger mellem en skribent og Paul Erdös selv.
For at få tildelt et Erdös-tal må en forfatter udgive en matematisk afhandling sammen med en forfatter, som har et endeligt Erdös-tal. Paul Erdös er den eneste person, som har et Erdös-tal på 0. Hvis det laveste Erdös-tal for en skribent, man udgiver noget sammen med, er k, får man som medskribent Erdös-tallet k+1.
Erdös skrev omkring 1.500 matematiske afhandlinger i sin levetid, de fleste i fællesskab med andre. Han havde 511 direkte medskribenter, som derfor har Erdös-tallet 1. De, som har samarbejdet med disse (men ikke med Erdös selv) har et Erdös-tal på 2 (og udgør 8.162 mennesker pr. 2007). De, som har samarbejdet med folk, som har et Erdös-tal på 2 (men ikke med Erdös selv eller med nogen med et Erdös-tal på 1), har et Erdös-tal på 3 osv. Personer uden en sådan kæde, som forbinder dem til Erdös, har et uendeligt (∞) (eller udefineret) Erdös-tal.